# تصادم جوي
تصادم جوي هو حادث طيران تتلامس فيه طائرتان أو أكثر أثناء الرحلة.  نظرًا للسرعات العالية نسبيًا ينتج عن ذلك تلف شديد جدًا أو التدمير الكامل لواحدة على الأقل من الطائرات.
تزداد احتمالية الاصطدام في الجو بسبب سوء التواصل وعدم الثقة والخطأ في الملاحة والانحرافات عن خطط الطيران ونقص الوعي الظرفي ونقص أنظمة تجنب الاصطدام. على الرغم من حدث نادر بشكل عام بسبب اتساع المساحة المفتوحة المتاحة، فغالبًا ما تحدث التصادمات بالقرب من المطارات أو في المطارات، حيث يتم تباعد كميات كبيرة من الطائرات بشكل أقرب من الطيران العام.

## أول تصادم مسجل في الجو

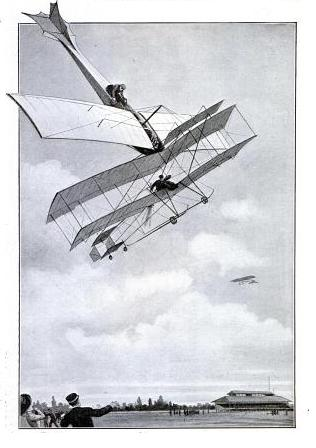
انطباع الفنان المعاصر عن أول تصادم في الهواء، 1910

حدث أول تصادم مسجل بين الطائرات في اجتماع "Milano Circuito Aereo Internazionale" الذي عقد بين 24 سبتمبر و3 أكتوبر 1910 في ميلانو، إيطاليا.   

## روابط خارجية
- تحليل التصادمات في الجو ، واحدة من أكثر العواقب خطورة لفقدان الفصل بين الطائرات، بما في ذلك نتيجة التمثال النصفي، هو اصطدام في الهواء SKYbrary
- خلفية خلفية Indepth: تصادم في الهواء ، CBC
- SeeAndAvoid ، DoD Civil-Military Civil Military Military Portal
- علو منخفض الطائرات العسكرية Deconfliction Webtool
- James Albright (28 مارس 2017). "Big Sky Redefined". Business & Commercial Aviation. Aviation Week. مؤرشف من الأصل في 2020-04-06.